# Villanova Truschedu
Villanova Truschedu é uma comuna italiana da região da Sardenha, província de Oristano, com cerca de 321 habitantes. Estende-se por uma área de 16 km², tendo uma densidade populacional de 20 hab/km². Faz fronteira com Fordongianus, Ollastra, Paulilatino, Zerfaliu.